# Pénéla
Pour les articles homonymes, voir Penela (homonymie).

Pénéla (« La première revue féminine de bibliothèque »), puis Pénéla et sa maison est une revue féminine trimestrielle créée par Louis Pauwels et les éditions Retz. C'est en fait un dérivé féminin de la revue Planète. Elle parut de mars 1967 à janvier 1973. Il y a eu au total 61 numéros plus 4 suppléments.
Comme Planète elle se caractérisait à l'époque par sa couverture cartonnée et son dos carré, avec un positionnement haut de gamme.